# Soundi
Soundi är en finländsk rockmusiktidning grundad 1975. Tidskriften ges ut 11 gånger i året med en upplaga på cirka 20 000 exemplar (2015). Soundi utges av Pop Media och har sitt kontor i Tammerfors.
Soundi grundades 1975 av tammerforsborna Waldemar Wallenius och Pekka Markkula som tre år tidigare grundat tidningen Musa. Timo Kanerva var Soundis chefredaktör åren 1975–2013 och ersattes av tidningens nyhetschef Mikko Meriläinen.
Soundi förvärvades i september 2013 av Pop Media från A-lehdet, omsättningen för verksamheten värderades vid försäljningen till cirka en miljon euro.